# NGC 2750
NGC 2750 é uma galáxia espiral (Sc) localizada na direcção da constelação de Cancer. Possui uma declinação de +25° 26' 15" e uma ascensão recta de 9 horas, 05 minutos e 48,0 segundos.
A galáxia NGC 2750 foi descoberta em 11 de Março de 1785 por William Herschel.